# Robinson Crusoe (Insel)
Robinson Crusoe (spanisch Isla Robinson Crusoe) ist eine der beiden Hauptinseln des zu Chile gehörenden Archipels der Juan-Fernández-Inseln. Sie liegt im südlichen Pazifik 667 Kilometer westlich der chilenischen Hafenstadt Valparaíso und ist mit 47,9 km² geringfügig kleiner als die deutlich weiter westlich im Ozean gelegene zweite Hauptinsel Alejandro Selkirk. Bevor sie im Jahre 1966 in Isla Robinson Crusoe umbenannt wurde, trug sie den Namen Isla Más a Tierra (deutsch „dem Festland näher gelegene Insel“).

## Geografie
Durch rege vulkanische Tätigkeit in der geologischen Vergangenheit sowie durch Erosion ist die Insel gebirgig mit steilen Berghängen. Der höchste Punkt der Insel ist mit 915 Meter der Cerro El Yunque. Sie ist zwölf Kilometer lang und bis zu drei Kilometer breit. Der südwestliche Teil der Insel endet in einer schmalen, sechs Kilometer langen Halbinsel mit Namen Cordón Escarpado. Unmittelbar vor der Westspitze der Insel liegt 1,5 km südlich die sehr viel kleinere drittgrößte Insel des Archipels, die unbewohnte Isla Santa Clara.

## Bevölkerung
Die Insel hatte 843 Bewohner im Jahre 2012 und 926 Bewohner im Jahre 2017.

## Flora und Fauna
Lactoris fernandeziana ist eine Pflanzenart, die endemisch auf der Insel Robinson Crusoe vorkommt. Sie ist die einzige Art der Gattung Lactoris und wird aktuell entweder in eine eigene Familie Lactoridaceae oder in die Familie der Osterluzeigewächse (Aristolochiaceae) eingeordnet.
Endemiten unter den Blütenpflanzen der Insel sind die Arten Gunnera peltata Phil. aus der Familie der Gunneraceae und Juania australis (Mart.) Drude ex Hook.f. (Syn.: Morenia chonta Phil.) aus der Familie der Palmengewächse (Arecaceae).
Eine weitere endemische Art ist der sehr selten gewordene Juan-Fernandez-Kolibri, dessen Unterart leyboldi, die früher auf der Alejandro-Selkirk-Insel lebte, inzwischen ausgestorben ist.
Die Biodiversität der Insel ist mittlerweile durch eingeschleppte Arten wie Ratten, Ziegen oder Brombeersträucher massiv bedroht.

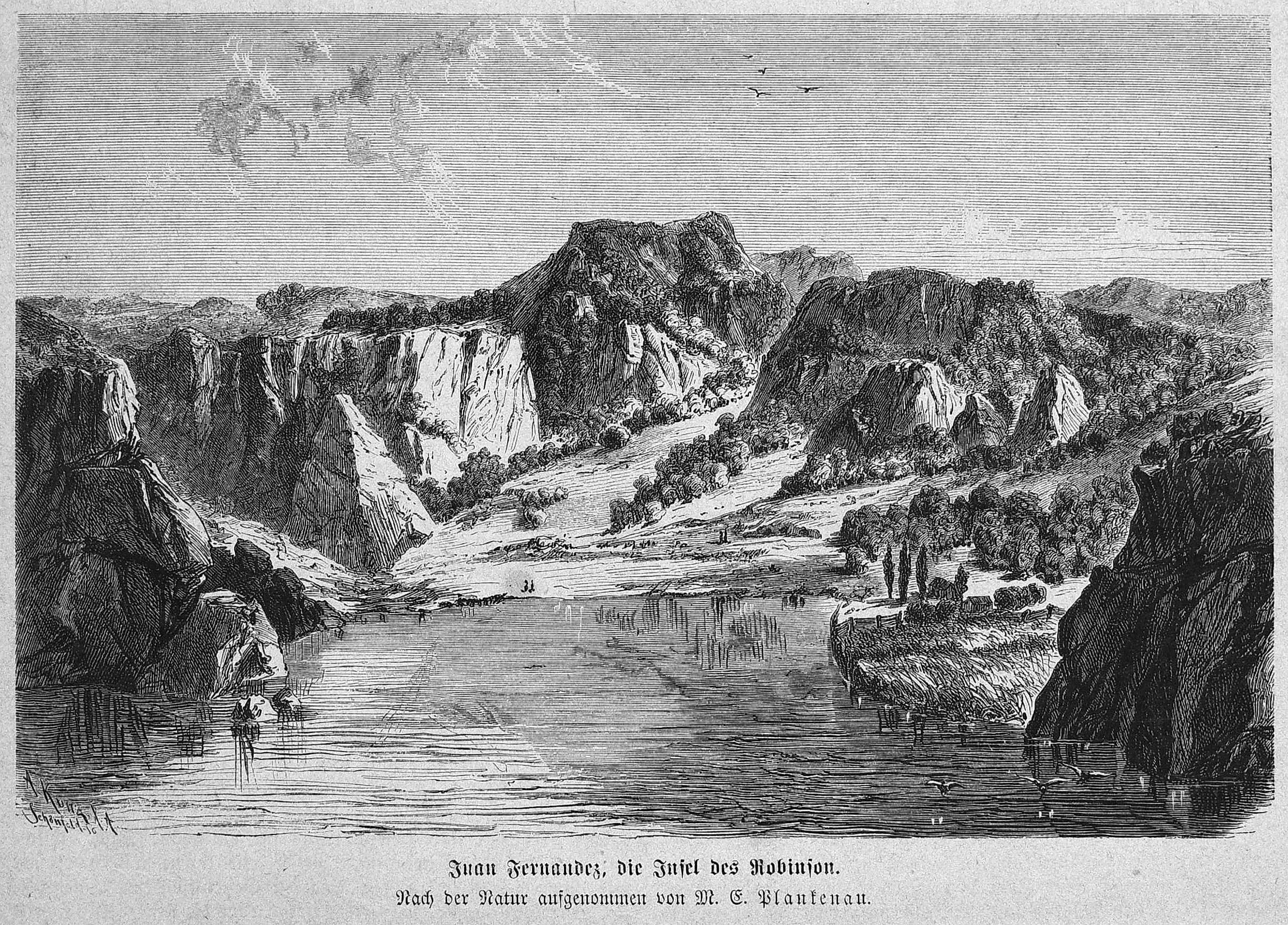
Holzstich der Insel Juan Fernandez (Die Gartenlaube, 1871)

## Geschichte
Die Insel wurde am 22. November 1574 von dem spanischen Kapitän Juan Fernández entdeckt und nach ihm benannt.
Im Jahre 1704 wurde der schottische Seemann Alexander Selkirk auf dieser Insel ausgesetzt und lebte hier vier Jahre und vier Monate lang in völliger Einsamkeit. Von seiner Geschichte ließ sich der englische Schriftsteller Daniel Defoe zu seinem Roman Robinson Crusoe inspirieren. 2008 fand ein Archäologenteam Gegenstände, die nur einem Europäer aus dem frühen 18. Jahrhundert gehört haben können, z. B. einen Navigationszirkel.
Im April 1877 unterzeichnete der Schweizer Alfred von Rodt einen Pachtvertrag über acht Jahre und wurde Subdelegado, Unterpräfekt der Insel und zweier Vulkaninseln. Bei seiner Ankunft lebten rund 60 Einwohner, 100 Kühe, 60 Pferde und ungefähr 7000 Juan-Fernández-Ziegen auf der Insel, nebst unzähligen Seehunden. Das erste mit 400 Robbenfellen beladene Schiff zerschellte im Sturm. Von Rodt ehelichte die Einheimische Antuquita Sotomayor und zeugte sechs Kinder, davon 5 Söhne. Die Einwohner, deren Zahl während seiner Amtszeit von 60 auf 500 gestiegen war, stellten selber Butter und Käse her und brannten Kohle. Im Jahre 1895 wurde eine Fabrik für Hummerkonserven gebaut. Die chilenische Regierung begann nun, aktiv die Fischerei zu fördern. Nach Ablauf der Pacht wurde von Rodt zum Kolonie-Inspektor ernannt. Er waltete zudem auch als Richter, Forst-, Marine-, Zoll- und Postchef. Am 4. Juli 1905 starb von Rodt nach kurzer Krankheit. Seine Nachkommen, welche mehr als ein Fünftel der Bevölkerung ausmachen, leben seither als einfache Fischer. Urenkelin Flora de Rodt führt im Dorf das Restaurant Barón de Rodt. Auf dem Friedhof findet sich sein Grabstein mit der Aufschrift Don Alfredo de Rodt – erster Kolonialherr der Insel.
Die rund 1000 Einwohner der Insel wohnen größtenteils in der Ortschaft San Juan Bautista zentral an der Nordküste; sie leben von Langustenfang und Tourismus. Die Bevölkerung verfügt über einige Fahrzeuge, eine Satelliteninternetverbindung und Fernsehempfang.
Jährlich besuchen einige hundert Touristen die Insel. Sie gilt in erster Linie wegen ihrer Verbindung mit der Romangestalt Robinson Crusoe als Sehenswürdigkeit. Daneben gewinnt auch das Tauchen an Beliebtheit, wobei vor allem nach dem Wrack des im Ersten Weltkrieg vor der Insel gesunkenen deutschen Kreuzers Dresden getaucht wird. Die zu dem Ostasiengeschwader von Vizeadmiral Maximilian Graf von Spee gehörende Dresden entkam als einziges Schiff dem Seegefecht bei den Falklandinseln, wurde aber am 14. März 1915 von der eigenen Besatzung versenkt, nachdem sie kampfunfähig vom britischen Kreuzer Glasgow aufgespürt und beschossen wurde. Das Wrack liegt in der Cumberland Bay auf der Position 33° 38′ 6″ S, 78° 49′ 30″ W. In der Felsenküste hinter dem letzten Liegeplatz der Dresden stecken noch heute einige Granaten aus den Geschützen der britischen Kreuzer. Die Besatzungsmitglieder der Dresden wurden in Chile interniert. Einige blieben auf der Insel und sind auch dort begraben. Die heute ansässige Schule mit dem Kindergarten trägt den Namen des kleinen Kreuzers Escuela Dresden.
Durch das Erdbeben vom 27. Februar 2010 in Mittelchile wurde ein Tsunami ausgelöst, der fast alle Gebäude der Insel zerstörte und mehrere Menschenleben forderte. Die zwölfjährige Martina Maturana rettete vielen Dorfbewohnern das Leben, indem sie geistesgegenwärtig die Warnglocke läutete, als die Welle auf die Küste zuraste. Vorhergehende Tsunamis trafen die Insel in den Jahren 1615, 1751 und 1835. Die jüngsten Vulkanausbrüche fanden 1835 und 1839 statt.

## Verkehr
Es gibt auf der Insel außerhalb des Hauptortes keine befahrbaren Straßen. Jeglicher Transport erreicht den Ort somit auf dem Seeweg, auch die auf der westlichen Landzunge auf dem Aeródromo Robinson Crusoe ankommenden Personen. Der dortige Flugplatz verfügt über eine einen Kilometer lange Asphaltpiste und eine kürzere Schotterpiste. Die chilenische Firma CBP Asesorías Aeronáuticas erwog 2019, zur Vermeidung dieses Flughafentransfers mit kleinen Booten, die Juan-Fernández-Inseln mit 2 bestellten Flugbooten von Typ Berijew Be-200 zu erschließen, welche je nach Bedarf und Jahreszeit direkt zum Hauptort gelangen könnten.

## Klimawandel
Wie die meisten pazifischen Inseln ist auch Robinson Crusoe von den Auswirkungen des Klimawandels betroffen; so zeigt eine Studie von Karnauskas et al. (2016) in der Fachzeitschrift Nature Climate Change auf, dass der Klimawandel bis zum Jahr 2090 voraussichtlich zu einer vollständigen Austrocknung von Robinson Crusoe führen wird.

Ansichten
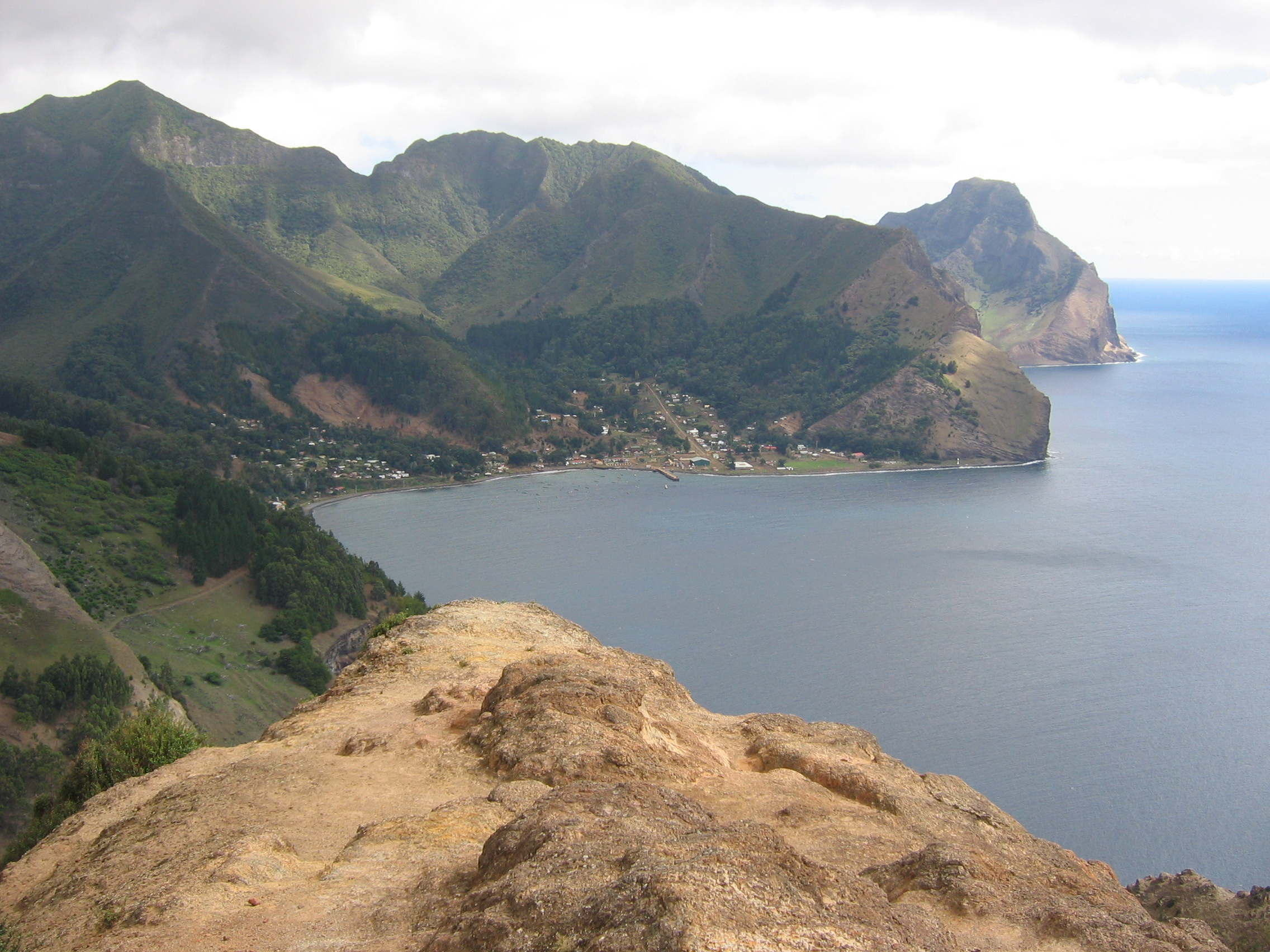
Robinson-Crusoe-Insel
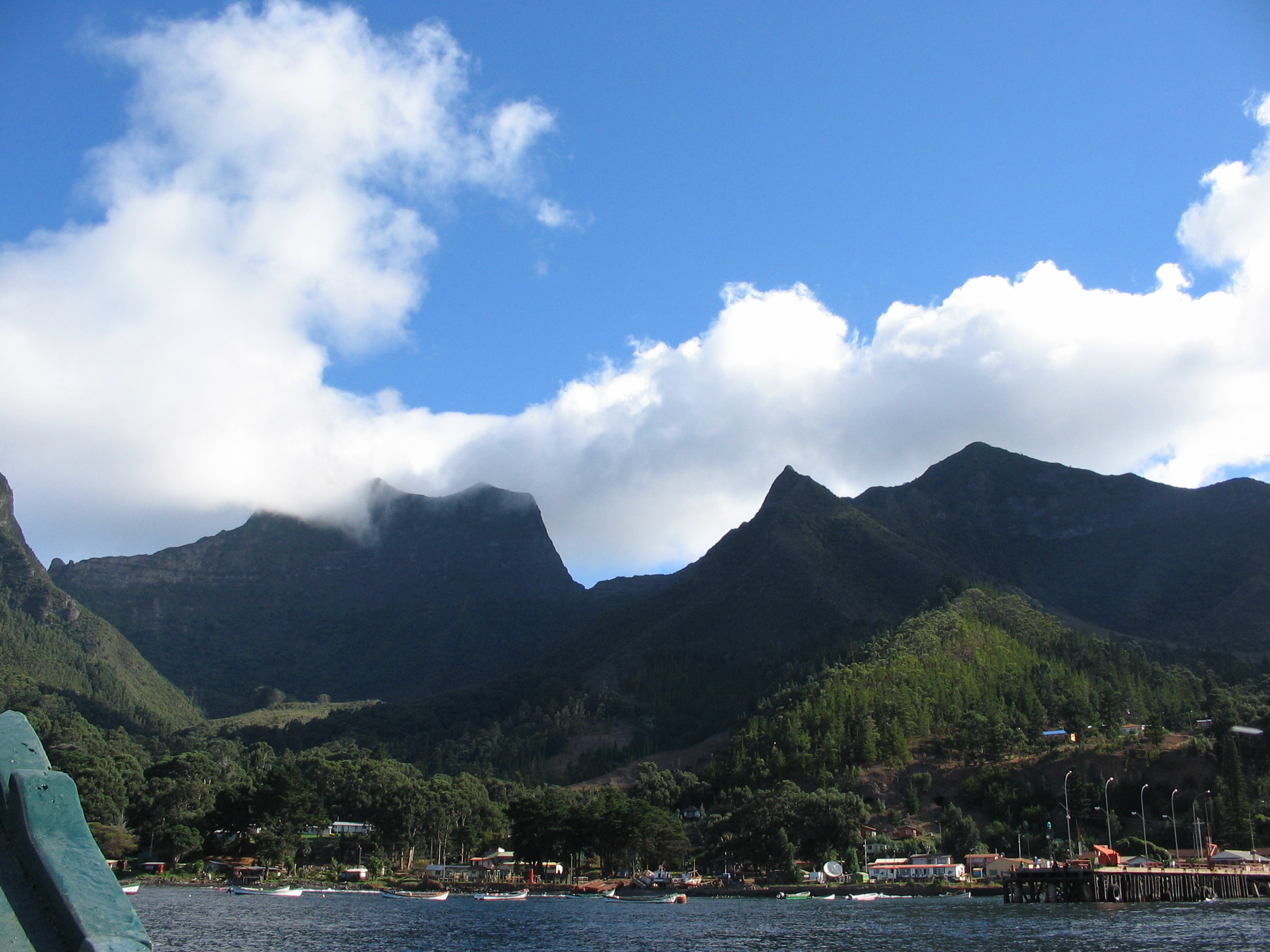
San Juan Bautista
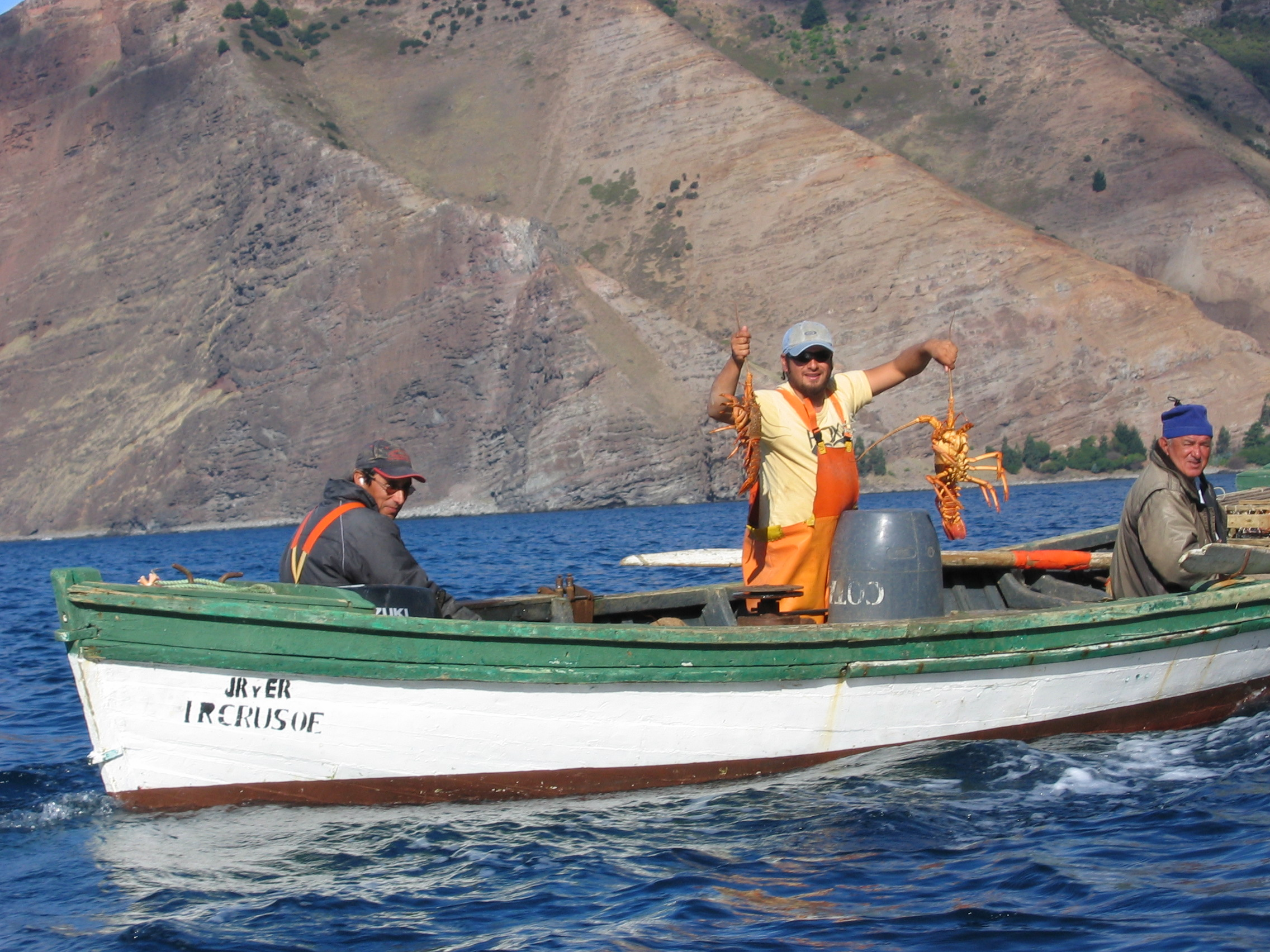
Fischer vor der Küste
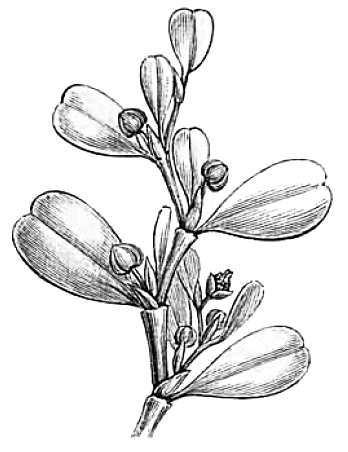
Lactoris fernandeziana, Illustration